# معبر كاردو ديكومانوس

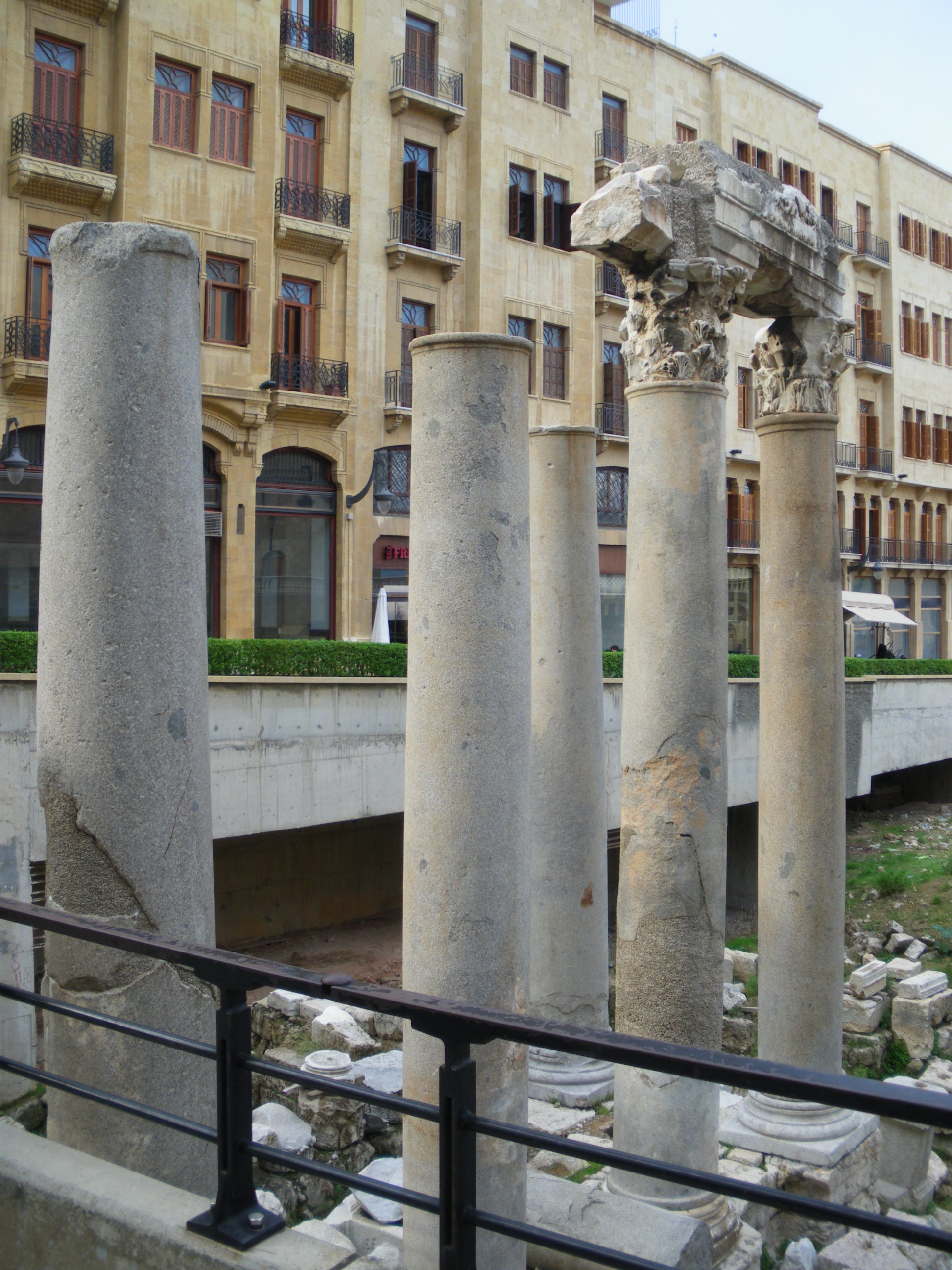
خمسة أعمدة أعيد بناؤها تشير إلى عبور كاردو وديكومانوس في بيروت

كان معبر كاردو ديكومانوس في قلب رومان بيريتوس (بيروت الفعلية، لبنان).

## نظرة عامة
كانت شوارع كاردو وديكومانوس من أهم شوارع الإمبراطورية الرومانية.
تشير خمسة أعمدة مقامة إلى عبور الشارعين الرئيسيين كاردو وديكومانوس برومان بيريتوس. حيث ربط كاردو المنتدى الروماني بمجمع كبير، يمتد من مبنى الأزارية إلى ساحة رياض الصلح. أما ديكومانس فهو بموازاة شارع أمير بشير. تم استخدام المواد التي تم إنقاذها من هذه الشوارع الموروثة منذ العصر الأموي؛ لبناء جدار مدينة جديد وخزان مياه بالقرب من المعبر الروماني.
أدى بناء الطريق الدائري في عام 1860 ومشروعات البناء في القرن العشرين إلى القضاء على معظم المعالم القديمة. يتيح المدخل الجديد لحديقة الغفران الوصول إلى الشارع الروماني الأصلي.

## التاريخ
خمسة أعمدة أعيد بناؤها اليوم كعلامة على عبور كاردو و ديكومانوس، الشارعين الرئيسيين المورمتين في رومان بيريتوس. قام شارع كاردو بتوصيل المنتدى الروماني بمجمع كبير، كان مركز المدينة الرومانية القديمة. أما ديكومانوس كان بموازاة شارع أمير بشير، على غرار سور المدينة الرومانية الهلينستية السابق.
كان يُعرف موقع المعبر والدرج المجاور له باسم "درج الشهداء الأربعين"، احتفالاً بذكرى قصة أربعين مسيحيًا استشهدوا خلال الاضطهاد الروماني. يؤدي الدرج من شارع الأمير بشير إلى الأسواق أو أسواق ما قبل الحرب: اللحامين (سوق اللحوم)، السماك (سوق السمك)، البيض (سوق البيض) والخضرة (سوق الخضار).
أدى بناء الطريق الدائري في عام 1860، الذي يربط طريق دمشق - بيروت بالميناء، ومشاريع البناء اللاحقة في القرن العشرين إلى طمس معظم المعالم القديمة. يتيح المدخل الجديد لحديقة الغفران الوصول إلى الشارع الروماني الأصلي.

## الجدول الزمني
- 1860:إن بناء الطريق الدائري الذي يربط طريق دمشق - بيروت بالميناء، ومشاريع البناء اللاحقة في القرن العشرين قد طمس معظم المعالم القديمة.

## مؤلفات كتب
- Saghieh, Muntaha (2005) Urban Planning in a Seaport City, Beirut from Hellenistic to Byzantine Period, in: Morhange, Christophe, Saghieh-Beydoun, Muntaha and Ala'eddine, Abdallah (Eds.) "La Mobilité des Paysages Portuaires Antiques du Liban". Bulletin d’Archéologie et d’Architecture Libanaises, Hors-série II : 147-184.
- Curvers, Hans H. (2013) BEY 148 (lot 1151) Excavations, Bab Derkeh and Decumanus Maximus west. BCC Archeology Project Gray Reports (131014) (https://solidere.academia.edu/hanscurvers)